# Apteropeda
Apteropeda  (лат.) — род жуков (Coleoptera) из подсемейства козявок (Galerucinae) в семействе листоедов (Chrysomelidae).

## Перечень видов
- Apteropeda globosa (Illiger, 1794)
- Apteropeda orbiculata (Marsham, 1802)
- Apteropeda ovulum (Illiger, 1807)
- Apteropeda splendida Allard, 1860